# Bartholomäus Kilian
Ne pas confondre avec son grand-père Bartholomäus Kilian (1548-1588).
Pour les articles homonymes, voir Kilian.
Bartholomäus Kilian, né le 6 mai 1630 à Augsbourg et mort le 15 janvier 1696 dans la même ville, est un graveur allemand.

## Biographie
Bartholomäus Kilian naît le 6 mai 1630 à Augsbourg. Il est le fils de Wolfgang.
Après avoir appris de son père les éléments de l'art de graver, il part à Francfort pour se perfectionner dans l'atelier de Mérian, puis de rend ensuite à Paris, où il continue de faire, sous la direction de Poilly, de rapides progrès dans son art. Il reste trois ans et demi à Paris, et va ensuite se fixer à Augsbourg. Il acquiert bientôt une grande réputation par son dessin, correct et léger, et par son habileté à manier le burin. Suivant Gori Gandellini il dessine à la pointe sur le cuivre avec autant d'aisance qu'il le fait sur le papier avec le crayon.
Bartholomäus Kilian meurt le 15 janvier 1696 dans sa ville natale.

## Œuvres

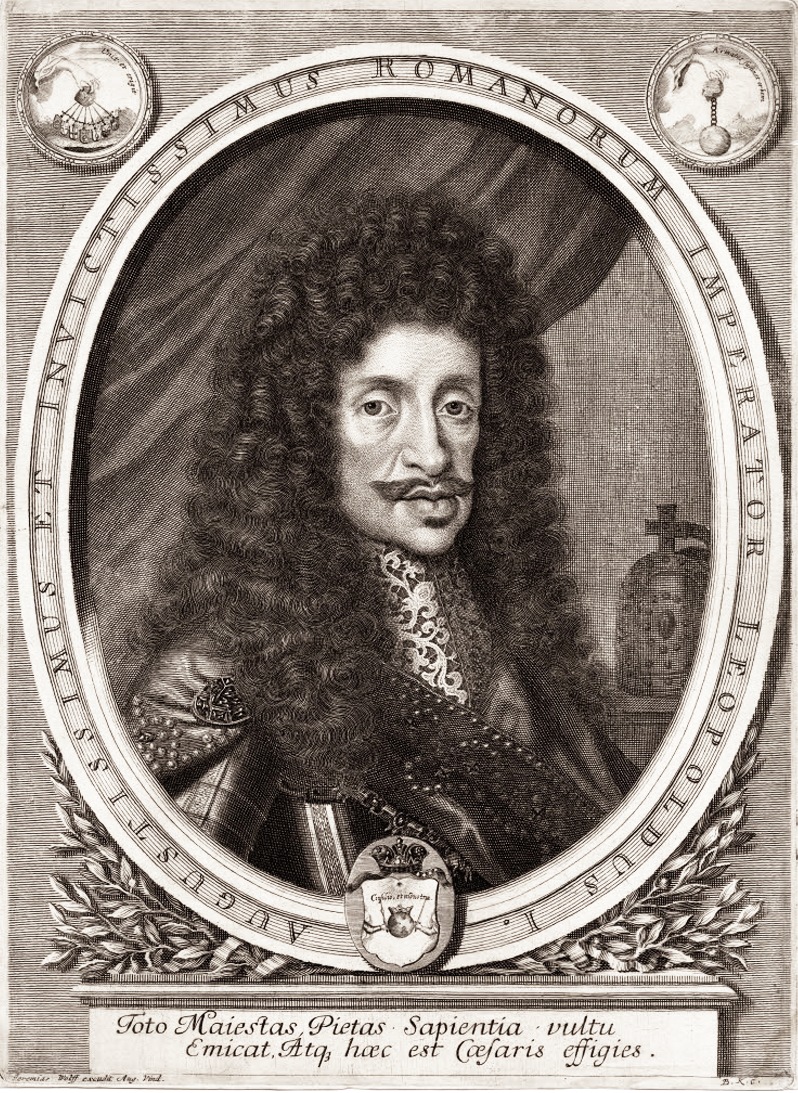
Portrait de l'Empereur Léopold 1er (vers 1690, British Museum).

Outre quelques eaux-fortes bien réussies, on a de lui plusieurs centaines de gravures, dont les plus remarquables sont : L'Assomption de la Vierge, d'après Philippe de Champaigne ; Madeleine, d'après Gondelach[Lequel ?], gravée par Bartholomäus à l'âge de dix-huit ans ; Le Christ, d'après Testelin[Lequel ?] ; Saint François de Borgia refusant les dignités ecclésiastiques, d'après Antonio Baldi ; et de nombreux portraits, parmi lesquels nous citerons ceux de Jean III, roi de Pologne ; de Joseph 1er, empereur d'Al-lemagne, à cheval ; de Frédéric 1er, roi de Prusse ; de l'empereur Léopold 1er ; de l'archiduchesse Maria-Josepha, etc..